# On and On and On
On and On and On är en sång skriven av Benny Andersson och Björn Ulvaeus och som är inspelad av den svenska popgruppen Abba. Den finns på gruppens sjunde studioalbum Super Trouper 1980 och släpptes på singelskiva i vissa länder samma år, bland annat USA, Japan, Argentina, Frankrike och Australien. B-sidan var The Piper från samma album.

## Historik
Inspelningen påbörjades den 12 februari 1980 i Polar Music Studios i Stockholm. Den första demoinspelningen bar arbetsnamnet  Esses vad det svänger när man spelar jazz, medan en senare demo hade titeln 'Til the Night is Gone. Sångens refräng har ett bakgrundssångarrangemang influerat av Benny Anderssons favoritband The Beach Boys; framför allt deras inspelning Do It Again från 1968. 
Musikvideon till On and On and On är den enda av gruppens videor som inte innehåller rörligt material. Istället används fotografier från gruppens världsturné 1979-80, tagna av Anders Hanser. Till videon användes en tidig mix av sången som är 30 sekunder längre än den version som ligger på albumet, då den innehåller en sista vers, innan sista refrängen. Versen lyder: 
"Standing up is scary if you think you're gonna fall,

like a Humpty Dumpty, 'fraid of falling off the wall,

I say if you ever wanna know what's going on,

gotta keep on rocking baby 'til the night is gone"

## Musiker
- Ola Brunkert - Trummor
- Rutger Gunnarsson - Bas
- Janne Schaffer - Gitarr
- Lars O. Carlsson, Katjek Wojciechowski, Jan Kling - Saxofon
- Benny Andersson - Piano och synthesizers

## Singeln
Singeln tog sig in bland de tio bästa i Australien, där den nådde plats 9 och blev gruppens femtonde topp-10-hit där. Även om det som bäst bara blev en 90:e plats på Billboard Hot 100 i USA, fanns låten med på en amerikansk singel tillsammans med Super Trouper och Lay All Your Love on Me, som toppade den amerikanska danslistan i maj 1981.

### Listplaceringar
| Lista (1980-1981) | Topplacering |
| ----------------- | ------------ |
| Australien        | 9            |
| Frankrike         | 18           |
| Japan             | 52           |
| USA               | 90           |

## Coverversioner (urval)
- 1981 spelade The Beach Boys-medlemmen Mike Love in en coverversion av On and On and On på hans soloalbum Looking Back with Love. Hans inspelning låg senare även på samlingsalbumet Abba: A Tribute - The 25th Anniversary Celebration 1999.
- 1992 års samlingsalbum Abba – The Tribute innehåller en cover av den svenske rockartisten Mats Ronander.
- En danceversion av Abbacadabra släpptes på Almighty Records i slutet av 1990-talet.
- Den nyzeeländska samlingen Abbasalutely 1995 innehåller en cover av Tall Dwarfs.
- San Francisco Gay Men's Chorus spelade 1997 in en cover på sången på sitt album ExtrABBAganza!.